# Med kongeparret i Thailand
Med kongeparret i Thailand er en film instrueret af Helge Robbert.

## Handling
Kongeparrets officielle besøg i Thailand, 11-25 januar 1962. Glimt fra Bangkok, det dansk-thailandske demonstrationslandbrug i Muang Lek, fra Ayudhya samt Chiengmai i det nordlige Thailand. Filmen handler også om de erhvervsmæssige og kulturelle forbindelser mellem Thailand og Danmark.